# 儼忠
儼忠（？—？）滿洲正白旗人，清末官员。

## 生平
儼忠是清朝監生。后出任京畿道監察御史。宣统年间，任资政院议员。